# Zdravko Drinčić
Zdravko Drinčić (serbisch Здравко Дринчић, * 1. Mai 1972 in Nikšić, SFR Jugoslawien, heute Montenegro) ist ein ehemaliger montenegrinischer Fußballspieler.

## Vereinskarriere
Zdravko Drinčić spielte zu Beginn seiner Karriere beim damaligen serbischen Erstligisten FK Radnički Belgrad. In der Saison 1995/96 spielte er in der Hinrunde für den Ligakonkurrenten FK Vojvodina Novi Sad. Während der Winterpause wechselte der Stürmer dann zum damaligen spanischen Zweitligisten CA Osasuna. Nach der Saison kehrte Drinčić für zwei weitere Jahre nach Novi Sad zurück. 1998 verpflichtete ihn der deutsche Erstligist VfL Bochum. Als Sturmpartner von Stefan Kuntz feierte er dort am 11. November 1998 beim Spiel gegen den 1. FC Nürnberg sein Debüt in der Fußball-Bundesliga. Die Partie endete 2:2 und Drinčić spielte die vollen 90 Minuten. Am Ende der Saison musste er mit Bochum den Gang in die 2. Fußball-Bundesliga antreten, schaffte mit seinem Team ein Jahr später jedoch den sofortigen Wiederaufstieg. Im Jahr 2001 wechselte er zum SV Waldhof Mannheim, der in der Vorsaison noch knapp den Aufstieg in die erste Liga verpasste. Am Ende der Saison erreichte Drinčić mit seinem Team Tabellenplatz 9 und wechselte wieder zurück zu seinem ehemaligen Verein FK Vojvodina Novi Sad. 2004 wechselte der Stürmer zum griechischen Verein Panachaiki, wo er nach einer Saison seine Karriere beendete.